# Peter Skov-Jensen
Pour les articles homonymes, voir Skov et Jensen.
Peter Skov-Jensen est un footballeur danois né le 9 juin 1971 à Esbjerg.

## Biographie

### En sélection
- 4 sélections avec l'équipe du Danemark de 2002 à 2004.

## Carrière
- 1990-1997 : Esbjerg fB  Danemark
- 1997-2005 : FC Midtjylland  Danemark
- 2005-2007 : VfL Bochum  Allemagne
- 2007-2008 : Sandefjord Fotball  Norvège
- 2008 : Køge BK  Danemark